# Legion Ukraiński
Legion Ukraiński (niem. Ukrainische Legion, krypt. „Berg-Bauern Hilfe”, BBH) – ukraińska formacja wojskowa, nazwa właściwa Oddział Wojskowy Nacjonalistów, w literaturze przedmiotu często określana potoczną nazwą Legionu Suszki, stworzona w wyniku porozumienia Organizacji Ukraińskich Nacjonalistów z Abwehrą, działająca po stronie III Rzeszy podczas agresji Niemiec i ZSRR na Polskę 1939 r., wyposażona i zorganizowana przez Niemców.
Według planów niemieckich, Legion miał zostać użyty do wsparcia antypolskiej dywersji w Małopolsce Wschodniej. Plan ten został jednak zarzucony w ostatnich dniach sierpnia 1939, a sam Legion przeniesiony do służby pomocniczej. W związku z tym nie wziął udziału w walkach.

## Utworzenie i organizacja Legionu

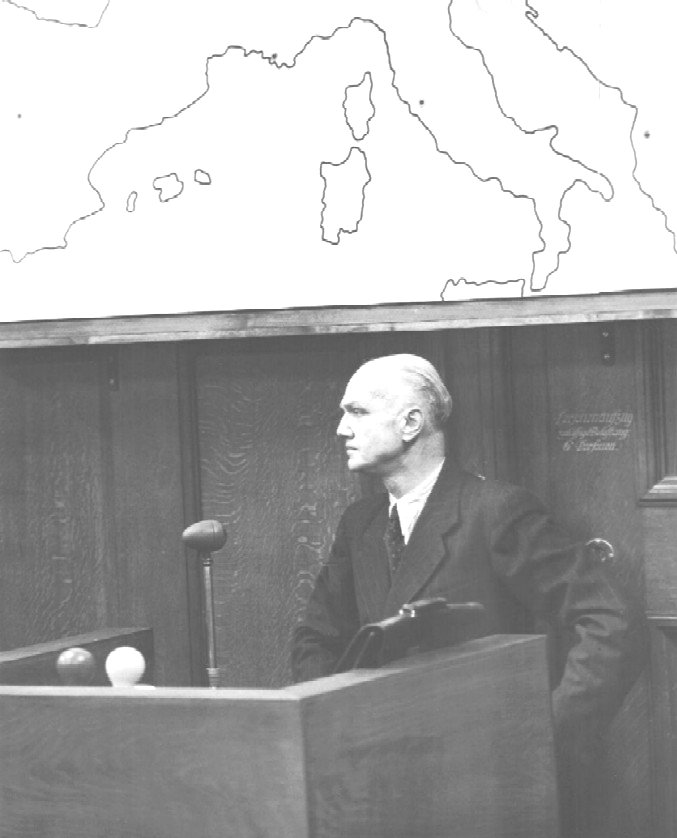
Erwin Lahousen odpowiedzialny za formowanie Legionu Ukraińskiego

Po upadku Ukrainy Karpackiej, część siczowców zdołała zbiec przed niewolą węgierską za granicę. OUN utworzyła dla części z nich, z pomocą niemiecką, obóz w Bratysławie. Drugą część skierowano na obóz szkoleniowy w Alpy, a innych umieszczono w obozach na terenie Austrii oraz koło Hanoweru. Część z żołnierzy Siczy Karpackiej znalazła również schronienie i pracę w Brunszwiku i koło Brna, a część w zmilitaryzowanych obozach pracy w górach Harz i na Opolszczyźnie. Władze niemieckie wydały również pozwolenie na utworzenie ukraińskiego batalionu wojskowego, szkolącego się w okolicach Berlina.
Po nawiązaniu kontaktów pomiędzy OUN (Andrij Melnyk) a Abwehrą (adm. Wilhelm Canaris), w czerwcu 1939 zapadła decyzja o formowaniu oddziału. Miał on liczyć 250 żołnierzy i otrzymał kodową nazwę Bergbauern-Hilfe (BBH). Za formowanie jednostki miał odpowiadać najbliższy współpracownik Canarisa – płk Erwin Lahousen. Na czele Legionu Ukraińskiego stanął Roman Suszko, opiekę polityczną nad jednostką sprawował dr Jarosław Baranowśkyj, a przed Naczelnym Dowództwem Wehrmachtu (OKW) i ministrem spraw zagranicznych jednostkę reprezentował płk Riko Jaryj. Szkolenie oddziałów Legionu zakończono 21 sierpnia 1939.
Organizacja Ukraińskich Nacjonalistów, która sprawowała polityczne zwierzchnictwo nad Legionem, chciała jego dalszej rozbudowy, co popierała Abwehra, ale sprzeciwiło się temu Oberkommando der Wehrmacht. Ostatecznie o przeznaczeniu Legionu zadecydowano na konferencji w Jełowej 12 września 1939 r. 
Szkolenie żołnierzy i oficerów Legionu odbywało się początkowo w miejscowości Saubersdorf (około 12 km na południowy zachód od Wiener Neustadt) w Austrii, a następnie także w niemieckich ośrodkach wojskowych m.in. w Nysie i we Wrocławiu na Śląsku oraz w Bawarii na poligonie nad jeziorem Chiemsee. 
W skład legionu wchodziły dwa bataliony (kurenie): pod dowództwem Osypa Karaczewskiego i Jewhena Hotowycza. Ochotnicy do Legionu pochodzili z zorganizowanych przez Niemców ukraińskich batalionów pracy, skupiających byłych siczowców z Karpato-Ukrainy, którzy po upadku tego państwa dostali się do niewoli rumuńskiej i węgierskiej oraz z ukraińskich emigrantów mieszkających w Niemczech i obywateli polskich z Małopolski Wschodniej. Początkowo byli oni wyposażeni w mundury gwardii kanclerza Austrii Kurta Schuschnigga. 1 batalion (kureń) był uzbrojony w 47 karabinów, 3 karabiny maszynowe, 56 rewolwerów kalibru 9 mm, po dwa granaty na żołnierza oraz w 6 automatów. Uzbrojenie 2 batalionu było najprawdopodobniej podobne z tym, że w ramach tej jednostki działał specjalny oddział przeznaczony do celów dywersyjnych, którego członkowie zostali uzbrojeni w nowoczesne pistolety maszynowe MP 38 i po cztery ręczne granaty.
Na krótko przed rozpoczęciem wojny niemiecko-polskiej otrzymali umundurowanie Wehrmachtu, które zostało pozbawione wszelkich odznak i przefarbowane na kolor ciemnozielony.

## Szkolenie i szlak bojowy
Do szkolonych oddziałów dołączono kursantów szkoły junackiej. Szkolenie oddziałów zakończyło się 21 sierpnia 1939 sformowaniem Legionu w sile dwóch batalionów (kureni), o liczebności 300 osób. Oddział pozostawał pod nadzorem mjr Dehmela. W momencie rozpoczęcia wojny planowano powierzyć Legionowi działania specjalne – przerzucić go przez Słowację na tereny ukraińskie, gdzie miał być bazą do tworzenia oddziałów partyzanckich. Ukraińcy szacowali, że w ewentualnym powstaniu mogło wziąć udział około 1300 oficerów i 12 000 żołnierzy.
Jednak władze niemieckie nie były do końca zdecydowane, co z oddziałem począć. 18 sierpnia mjr Schtoltze przekazał rozkaz pogotowia bojowego. 23 sierpnia 1939 Niemcy podpisały porozumienie z ZSRR, w związku z czym Prowid Ukraińskich Nacjonalistów przekazał kierownictwu krajowemu OUN zakaz wzniecania powstania. W tym samym dniu zapadła decyzja Niemiec o niewykorzystywaniu oddziałów ukraińskich w planowanej wojnie, a 1 września 1939 wydano rozkaz o przesunięciu oddziału do służby pomocniczej.
Od 9 września 1939 Legion Ukraiński uczestniczył w niemieckiej inwazji na Polskę, wchodząc w skład niemieckiej 14 Armii gen. Wilhelma Lista, stacjonował w Medzilaborcach na Słowacji. Stamtąd wraz z ze słowacką 2. Dywizją Piechoty „Škultéty”ruszył na Baligród. 
Maszerując na tyłach wojsk niemieckich, poprzez Sanok, Lesko, Ustrzyki Dolne i Sambor, część legionu dotarła do Komarna, gdzie otrzymała rozkaz natychmiastowego zatrzymania się. Po zajęciu Lwowa przez Armię Czerwoną legion został wycofany do Krosna, a następnie do Zakopanego, gdzie mieściła się ukraińska szkoła policyjna pod nazwą „Ukraińska Sotnia Szkoleniowa”, zorganizowana przez kierownictwo OUN pod dowództwem niemieckiego oficera mjr. Wilhelma Krügera. Inny oddział Legionu poszedł w kierunku południowym docierając w tym czasie w rejon Stryja.
W trakcie działań Legion dokonał kilku ataków na polskie garnizony i niewielkie oddziały WP. Wedle oficjalnego raportu jednostka zdobyła: 7 armat, 80 lekkich karabinów maszynowych, 3000 karabinów, 14 800 granatów oraz 54 pojazdy mechaniczne.
Ostatecznie Legion został rozwiązany po agresji ZSRR na Polskę, gdy okazało się, że ZSRR wykonał zobowiązania wobec III Rzeszy wynikające z paktu Ribbentrop-Mołotow. 
Członkowie Legionu zasilili następnie szeregi Werkschutzu – paramilitarnej straży przemysłowej pilnującej zajęte przez Niemców zakłady w Skarżysku, Stalowej Woli i Starachowicach. Pozostali legioniści zaciągnęli się do oddziałów Bahnschutzu – straży kolejowej oraz niemieckiej policji pomocniczej Hilfspolizei.
Członkowie Legionu weszli między innymi w 1941 w skład dwóch ukraińskich batalionów: „Nachtigall” i „Roland”, pod zbiorczą nazwą Drużyny Ukraińskich Nacjonalistów. Uczestniczyły one w początkowej fazie ataku Niemiec na ZSRR.